# Лебеди
Вижте пояснителната страница за други значения на лебед.
Лебедите (Cygnus) са най-едрият род птици в семейство Патицови (Anatidae), разред Гъскоподобни (Anseriformes). Тежат между 3 и 15 кг. Нямат изразен полов диморфизъм. Лебедите са с едноцветно или двуцветно оперение, най-вече черни и бели. Малките патета са светлосиви, с кафеникави оттенъци. Шията им е дълга и тънка. Не се гмуркат, но плуват много добре. Крилете са дълги и тесни. Летят добре, бързо и стремително.

## Разпространение
Разпространени са в цял свят, с изключение на Антарктида. На много места живеят редом с човека в полудиво състояние или като паркови птици, и по този начин се компенсира намаляването им в естествената им среда на обитание. Повечето видове са прелетни. Обитава крайбрежните участъци на езера, язовири и големи реки, соленоводни басейни, включително морета, океани
На територията на България се срещат следните 4 вида:
- Cygnus atratus – Черен лебед (аклиматизиран)
- Cygnus bewickii – Малък (тундров) лебед (обединяван понякога в един вид с Cygnus columbianus)
- Cygnus cygnus (Linnaeus, 1758) – Поен лебед
- Cygnus olor (J. F. Gmelin, 1789) – Ням лебед

## Начин на живот и хранене
Живеят по двойки, понякога извън размножителния период образуват ята, смесени понякога с други видове. Хранят се с растителна и животинска храна, която търси на дълбочина до метър, метър и половина. Продължителността на живота им е забележителна, има сведения за лебеди, прехвърлили петдесетгодишна възраст.

## Размножаване
Моногамни птици, като двойките често остават заедно за цял живот (оттук и легендите за лебедовата вярност). Мътенето е продължително, най-често над месец. Малките се излюпват достатъчно развити, за да могат да се придвижват и хранят самостоятелно, започват да летят на възраст 3 – 5 месеца. Родителите защитават много активно и успешно гнездото и малките от нападения на хищници.

## Допълнителни сведения
На много места по света лебедите живеят в полудиво състояние като паркови птици, и дори дивите популации често се заселват да живеят в близост с хората. Размножават се добре в домашни условия и се чувстват добре в човешка близост. В България всичките представители на рода са защитени от закона.

## Списък на видовете
Род Cygnus – Лебеди
- Вид Cygnus atratus (Latham, 1790) – Черен лебед
- Вид Cygnus buccinator Richardson, 1832 – Лебед тръбач
- Вид Cygnus bewickii – Малък лебед (обединяван понякога в един вид с Cygnus columbianus)
- Вид Cygnus columbianus (Ord, 1815) – Малък лебед американски
- Вид Cygnus cygnus (Linnaeus, 1758) – Поен лебед
- Вид Cygnus melancoryphus (Molina, 1782) – Черношиест лебед
- Вид Cygnus olor (J. F. Gmelin, 1789) – Ням лебед

## Други
На лебеда е наречена улица във вилна зона „Горна баня“ в София (Карта).